# Hernando de los Llanos

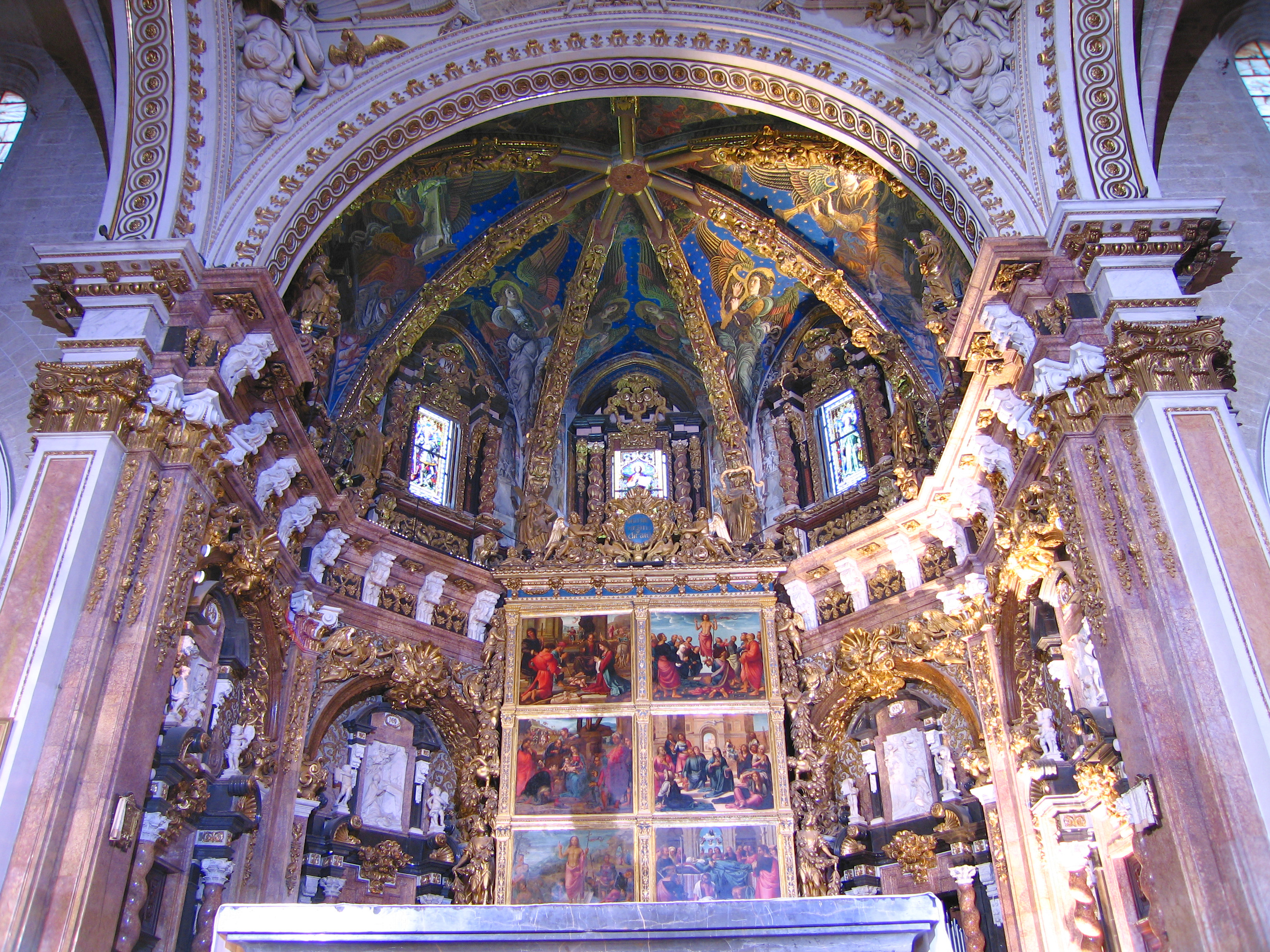
Presbiteri de la Catedral de València presidit pel retaule major, obra de Hernando Yáñez de la Almedina y Hernando de los Llanos

Hernando o Fernando de los Llanos, (actiu el primer terç del segle xvi) fou un pintor castellà del Renaixement.
El seu cognom pareix indicar que va nàixer a Santa Maria de los Llanos (província de Conca), però podria ser de la d'Albacete. Va anar a Florència, on es documenta la seua estada com a deixeble de Leonardo da Vinci en 1505. Leonardo va formar la base del seu estil, composició i tipus; també s'adverteixen altres influències pròpiament florentines, concretament de Domenico Ghirlandaio. La seua pintura es caracteritza per la pesantor dels cossos i l'ús de pocs colors.
Va treballar principalment a València en col·laboració amb Fernando Yáñez de la Almedina, un altre pintor leonardesc, i junts van introduir en terres valencianes el Renaixement pictòric de Leonardo. En 1506 van pintar el retaule dels Sant Cosme i Sant Damià per a la catedral de València i en 1507 van començar a pintar les portes del retaule major; hi ha rebuts de pagaments fins a 1510. Va haver de romandre alguns anys encara a València treballant només o en col·laboració amb el seu company. Des de 1516 està documentat a Múrcia, on va pintar la taula dels Esposoris de la Mare de Déu (catedral de Múrcia). També treballà a l'església de Montserrat d'Oriola (Baix Segura). No hi ha documentació posterior a 1520.

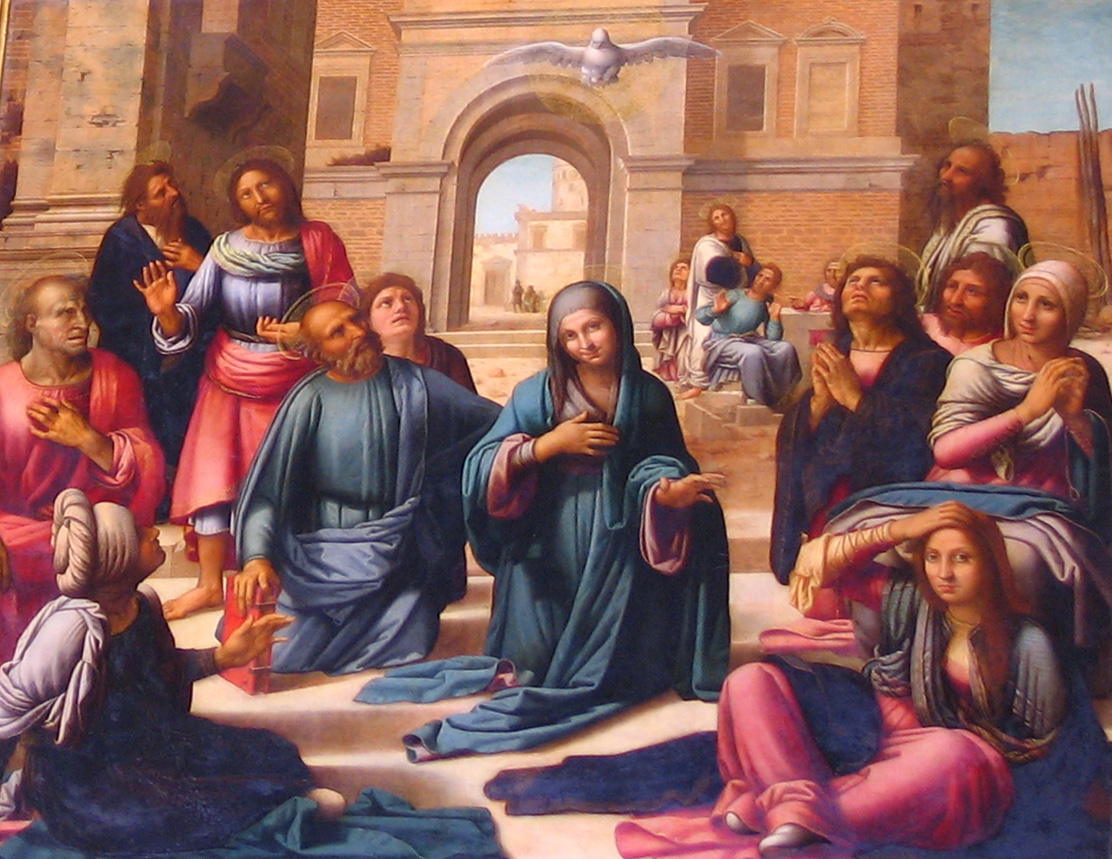
Detall de les portes del retaule major de la Seu de València
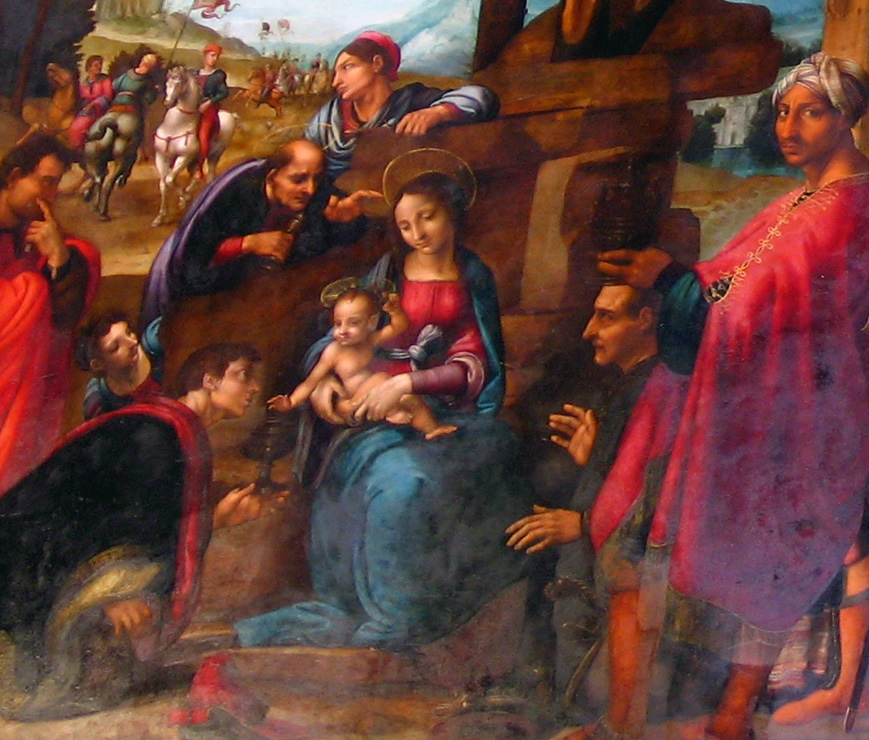
Detall de les portes del retaule major de la Seu de València
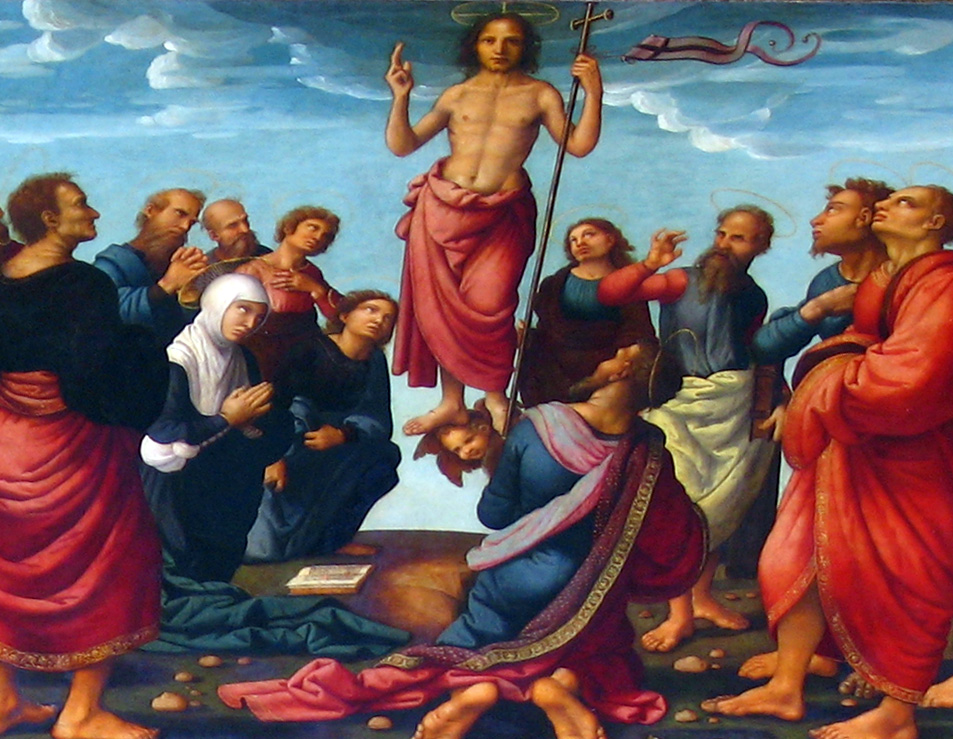
Detall de les portes del retaule major de la Seu de València
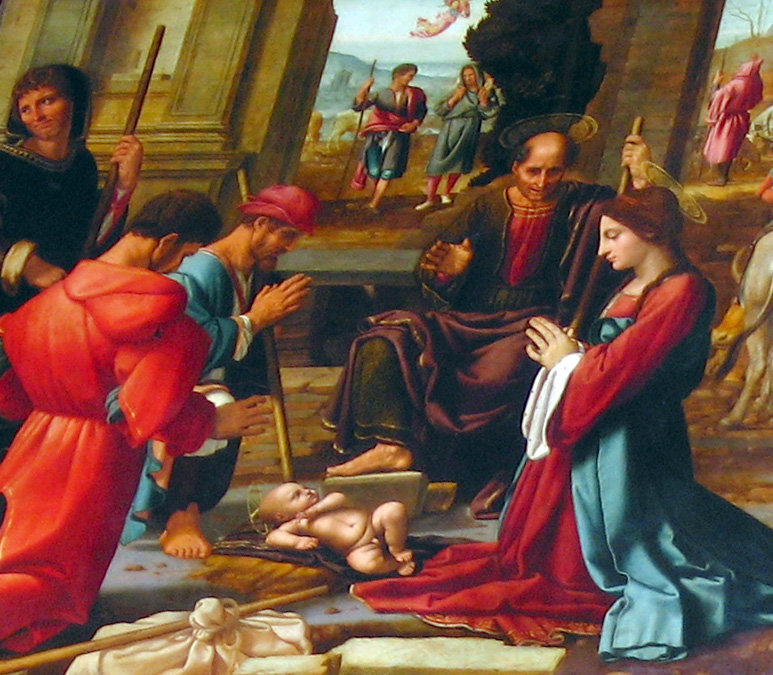
Detall de les portes del retaule major de la Seu de València